# Шнайдер, Оскар
Оскар Шнайдер (3 июня 1927, Альтенхайдек, Бавария — 29 декабря 2024) — немецкий политик (ХСС), федеральный министр регионального планирования, строительства и городского развития ФРГ с 1982 по 1989 год.
Родился 3 июня 1927 года в Альтенхайдеке в Средней Франконии в многодетной семье фермера (десять детей). Помимо фермы, его отец также владел автотранспортной компанией и заводом по производству бетонных блоков.
В 1944 году 17-летним юношей призван в Имперскую службу труда, личный состав которой в то время был приравнен к военнослужащим Вермахта. Получил ранение в бою за Берлин, и 29 апреля 1945 года бежал в Магдебург. После непродолжительного пребывания в американском плену вернулся домой.
В 1948 году окончил гимназию Виллибальда в Айхштетте. Изучал право и политологию в Эрлангене и Вюрцбурге. В 1959 году получил докторскую степень у Фридриха Августа фон дер Хейдте на факультете права и политических наук Вюрцбургского университета имени Юлиуса и Максимилиана, защитив диссертацию «Ответственность министра в Федеративной Республике Германия».
Работал в финансовом управлении администрации Баварии юристом, затем правительственным и финансовым экспертом.
Член ХСС с 1953 года. С 1957 по 1991 год член правления ХСС. С 1956 года член городского совета Нюрнберга, с 1960 по 1969 год — председателем депутатской фракции ХСС. С 1966 по 1970 год член Совета Среднефранконского округа.
С 1969 по 1994 год депутат Бундестага. Председатель комитета регионального планирования, строительства и градостроительства с 1972 по 1982 год. В 1989 г. член комитета по иностранным делам.
4 октября 1982 года назначен федеральным министром регионального планирования, строительства и городского развития в правительстве канцлера Гельмута Коля. Покинул должность 21 апреля 1989 года.
На местных выборах 1990 года баллотировался на пост мэра Нюрнберга, но значительно проиграл действующему гркадоначальнику Петеру Шенляйну (СДПГ).
Награждён орденом «За заслуги перед Федеративной Республикой Германия» (2002).
Семья: жена, две дочери.